# لورانس ييتس شيرمان
لورانس ييتس شيرمان (بالإنجليزية: Lawrence Yates Sherman) هو محامي وقاضي وسياسي أمريكي، ولد في 8 نوفمبر 1858 في بيكوا في الولايات المتحدة، وتوفي في 15 سبتمبر 1939 في دايتونا بيتش في الولايات المتحدة. حزبياً، نشط في الحزب الجمهوري. وقد انتخب عضو مجلس الشيوخ الأمريكي.